# Arthroleptella rugosa
Arthroleptella rugosa е вид жаба от семейство Pyxicephalidae. Видът е критично застрашен от изчезване.

## Разпространение
Разпространен е в Южна Африка (Западен Кейп).

## Описание
Популацията на вида е намаляваща.